# Bob Tisdall
Robert Morton Newburgh " Bob" Tisdall (16. května 1907 Nuwara Eliya (Cejlon, dnes Srí Lanka) – 27. července 2004 Nambour, Austrálie) byl irský atlet, olympijský vítěz v běhu na 400 metrů překážek z roku 1932.
Pocházel ze sportovní rodiny, otec byl běžcem, matka hrála pozemní hokej a golf. Původně startoval v různých atletických disciplínách, později se specializoval na trať 400 metrů překážek. Na olympiádě v Los Angeles v roce 1932 v této disciplíně zvítězil. Jeho dosažený čas 51,7 byl sice lepší než tehdejší světový rekord, ale nemohl být uznán, protože Tisdall shodil jednu z překážek. Teprve po této události byly změněny pravidla registrace rekordů v překážkových bězích. Na olympiádě v Los Angeles startoval také v desetiboji, kde skončil osmý.